# 日本の篆刻史
日本の篆刻史（にほんのてんこくし）とは、日本における篆刻および印章の歴史である。

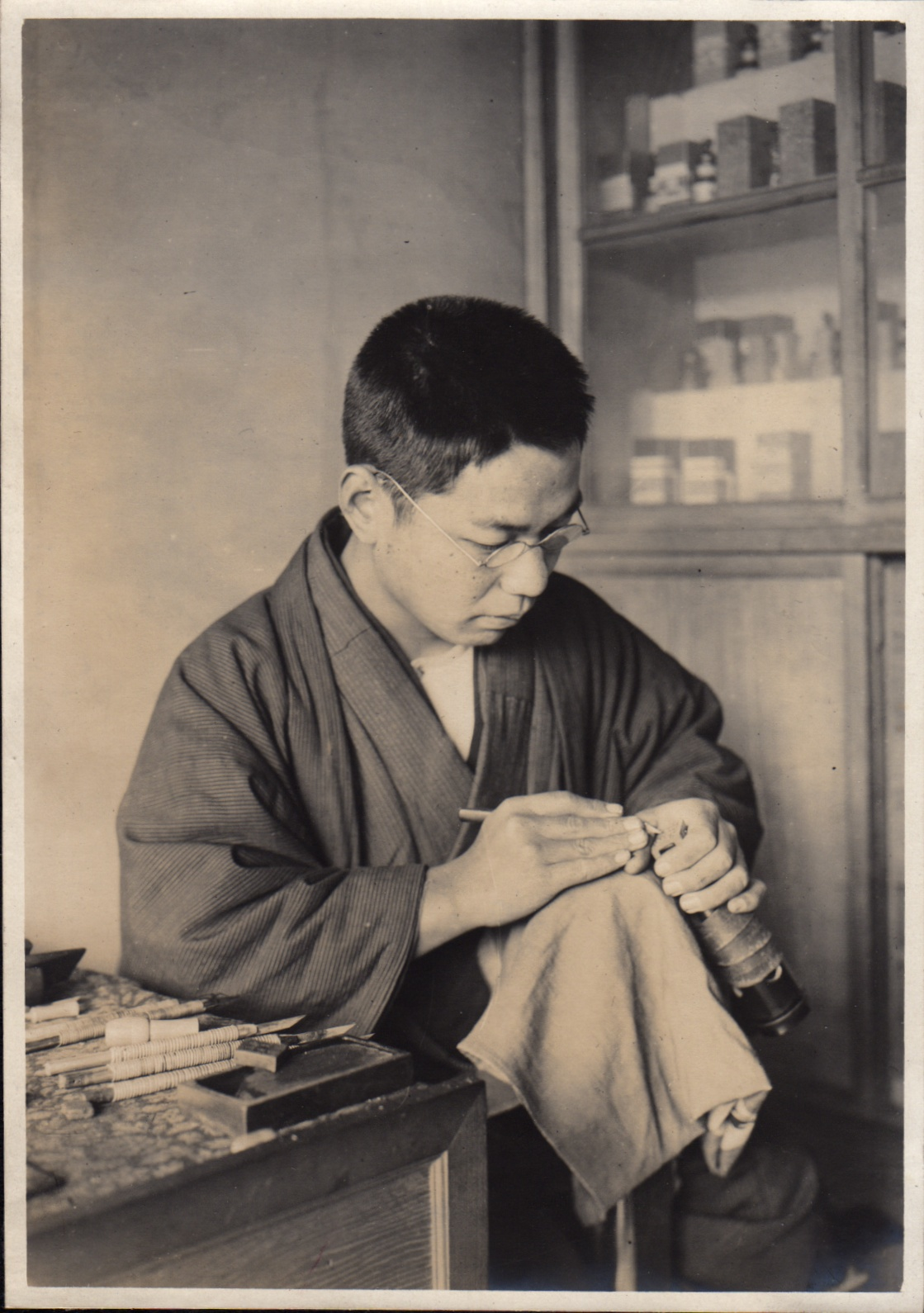
篆刻　エルストナー・ヒルトン撮影(1914年～1918年)

## 江戸時代

### 江戸初期
室町時代に流行した私印は江戸時代初期にも見られ、藤原惺窩や林羅山などの儒者を中心に用いられた。また本阿弥光悦や俵屋宗達などの芸術家も独自の印を用いている。これらの印章は誰が刻したのかは明らかではない。ただこの時代にあって、石川丈山の篆刻は他とは異なり、明代文人の趣味に通じる華美な様式が取り入れられている。明人との交友があることから篆刻を学び自ら刻した可能性もあり、日本篆刻の先駆者のひとりとできる。丈山を除けばこの時代の印章は概して実用目的で用いられ、正しい篆法・印法・刀法に則っていない。

### 今体派
明朝が滅亡し清朝に服属しない為に日本に亡命してきた黄檗宗の禅僧たちによって、新しい篆刻がもたらされた。隠元・木庵・即非・高泉や黙子如定、蘭谷などいずれも篆刻をよくした。とりわけ承応2年（1653年）、長崎に渡来した独立性易は学識深く、書を巧みとし、本国にいたときから著名であった。彼は隠元に伴って江戸を訪れ、正しい書法を啓蒙し、明代の篆刻を広く伝えた。よって独立は日本篆刻の祖とされる。弟子の高玄岱を通じて榊原篁洲・池永一峰・細井広沢などの初期江戸派と呼ばれる人々の間に伝わった。渡来僧の中でもうひとり特筆すべきは延宝5年（1677年）に来日した心越である。彼は徳川光圀に仕え、榊原篁洲や松浦静軒など篆刻を多くの人々に教えたという。
この新しい篆刻の風は大坂では新興蒙所や佚山らによって初期浪華派に、長崎では源伯民らによって長崎派が形成されるなど日本各地に伝播した。これらの明清の篆刻を奉ずる一派を「今体派」と称する。この今体派は特に「飛鴻堂一派」の流れを多く継承しているとされる。

### 古体派
江戸を中心に隆盛した今体派の篆刻は装飾過多で卑俗に陥っていた。また舶載される書籍により、中国篆刻の情報が得やすくなり、明代の徐官『古今印史』や吾丘衍『学古編』などが刊行される。こうした中で高芙蓉によって「古体派」が起こる。装飾趣味の弊害を打破し、尚古主義を唱え、秦漢の正しい篆法に則った篆刻に立ち戻ろうとした。芙蓉門には、木村蒹葭堂・池大雅のような大家や葛子琴・曽之唯・浜村蔵六・前川虚舟・源惟良などの優れた門弟が育ち、江戸時代後期以降、大いに隆盛し全国各地に広まった。

### その他
今体派と古体派が江戸時代における篆刻の二大潮流といえるが、その他にも水戸において立原杏所などの水戸派や頼一族などが中心となった文人学者の篆刻の流れも見られた。

### 江戸末期
一世を風靡した高芙蓉の古体派は幕末になると次第に変容し、中には古体派の風を逸脱し独自色を打ち出す者も出現する。細川林谷はもっとも華やかで清新な作風だったので広く受け入れられ著名となった。林谷は長崎遊歴後、京都・江戸に住んで活躍した。その子の林斎・頼立斎らがこの作風を受け継ぎ、明治維新後も続いた。江戸においては二世浜村蔵六が名人蔵六と呼ばれ、新味を打ち出していた。また同じく江戸で益田勤斎が初期江戸派の流れを汲みながら古法を守り、創意を加えた作風でその子益田遇所とともに浄碧居派と称する一派を成した。

## 明治時代・大正時代

### 保守派
古体派は明治維新後衰微しつつもなおその作風は受け継がれ、保守派と呼ばれた。その中で京都の中村水竹や安部井櫟堂はともに天皇御璽や大日本御璽を刻している。また江戸においては、四世浜村蔵六や細川林谷の流れを受けた羽倉可亭・山本竹雲が活躍した。中井敬所は四世浜村蔵六や益田遇所に師事し、高い学識を身につけてこの派の代表といえる。その他に豪放磊落な作風の山田寒山が挙げられる。

### 革新派
明治13年に来聴した楊守敬が紹介した北碑の資料に啓発され、北碑派の書が流行した。その結果、この新しい碑学派の篆刻を行う者が現れ、革新派と称した。小曽根乾堂・篠田芥津・円山大迂・初世中村蘭台・五世浜村蔵六・桑名鉄城・河井荃廬などが挙げられる。大迂や荃廬などは清国に渡り、徐三庚や呉昌碩から直接篆刻を学んでいる。中でも荃廬は長尾雨山とともに呉昌碩に学び、西泠印社にも入社している。

## その他

### 菅家塩小路篆刻道
菅原道真を遠祖とする直系の塩小路家に伝わる篆刻道。古来、始祖の天穂日命が高天原より携えてきたとされる命の火を起源とする。平安時代 遣唐使となった菅原清公が唐より持ち込んだ知識と、古来より伝わる儀式を清公、是善、道真親子三代で日本独自のものとして合一、発展させた祖業の一つ。神と対話する為の神聖文字という極めて特異な性質をもつ。字形と書くときに気を込めること、また、心技一体を重視している。この文字は気を吸収・蓄積・放出する。また、文字を書く面を宇宙として日本刀を原型とした印刀を書くことで悪縁を断ち良縁を結ぶ。菅原道真の詩中より美麗な言葉を選出し篆刻することを流儀とする。書をただの情報伝達として行わず「形」と「気」からなすこと、方寸の宇宙、遊神などを奥義とする。陶印は持つあいだ失われた生気が戻るとして信仰されている。